# Donatella della Porta
Donatella della Porta (Catania, 1956) è una sociologa italiana, professoressa di Scienza politica e Sociologia, nota per il suo lavoro sui movimenti sociali, corruzione, violenza politica e sociologia politica.
È professoressa alla Scuola Normale Superiore e nel 2023 è stata nominata all'Accademia Nazionale dei Lincei.

## Biografia
Dopo essersi laureata all'Università di Catania ha proseguito i suoi studi ottenendo il Diplôme d'études approfondies all'École des hautes études en sciences sociales di Parigi e successivamente svolge il dottorato di ricerca (PhD) in Scienze politiche e sociali all'Istituto Universitario Europeo a Firenze terminandolo nel 1987. Si trasferisce poi a Berlino dove lavora al Istituto di Scienze Sociali di Berlino (WZB). Rientra poi in italia nel 1993 per insegnare Scienze Politiche all'Università di Firenze, e nel 2003 passa all'Istituto Universitario Europeo. Dal 2015 è professoressa alla Scuola Normale Superiore.
Ha diretto il progetto di ricerca DEMOS (Democracy in Europe and the Mobilisation of the Society) finanziato della Commissione europea. È anche coordinatrice del Gruppo di ricerca sull'azione collettiva in Europa (GRACE). Ha condotto ricerca anche alla Cornell University, all'Ithaca N.Y University, e al Wissenschaftszentrum Berlin für Sozialforschung. Nel 1990 ha ricevuto il Career development award della Guggenheim Foundation; nel 1997 lo Stipendium of the Alexander von Humboldt Stiftung. Dirige il centro di ricerca sui movimenti sociali COSMOS, presso la Scuola Normale Superiore.
Il suo principale interesse di ricerca concerne movimenti sociali, violenza politica, terrorismo, corruzione. Su questi argomenti ha condotto ricerche in Italia, Francia, Germania e Spagna. Nel ramo dei movimenti, si è occupata soprattutto della lotta armata di sinistra in Italia e Germania, del movimento no global (più correttamente global justice movement), del processo dei Social Forum, dei movimenti No Tav e No Ponte, dell'ondata di mobilitazioni che ha caratterizzato il 2011 (Primavera araba, Indignados, Occupy). Nel 2021 ha ricevuto il premio Humboldt per le sue ricerche nell'ambito delle scienze politiche.

## Opere
- Lo scambio occulto. Casi di corruzione politica in Italia (1992), il Mulino
- Démocratie et corruption en Europe (con Y. Meny, 1995) , La Découverte[3]
- Social Movements in a Globalizing World (con H. Kriesi e D. Rucht 1999), Palgrave Macmillan
- La politica locale (1999), il Mulino
- I partiti politici (2001), il Mulino
- I new global (2003), il Mulino
- Polizia e protesta. L'ordine pubblico dalla Liberazione ai no global (con H. Reiter, 2004), il Mulino
- Movimenti senza protesta (con M. Diani, 2004), il Mulino
- Social Movements: an introduction (con M. Diani, 2006), Wiley-Blackwell (2nd edition)
- Introduzione alla scienza politica (2008), il Mulino
- Scienza Politica (con M. Cotta e L. Morlino, 2008), il Mulino